# Campeonato Africano de Atletismo de 2024 - Revezamento 4x400 m masculino
A prova dos 4 x 400 metros estafetas masculino do Campeonato Africano de Atletismo de 2024 foi disputada no dia 26 de junho, no Estádio de Japoma, em Duala, nos Camarões.

## Recordes
Antes desta competição, os recordes mundiais e do campeonato nesta prova eram os seguintes:
|                       | Nome                                                                   | Nacionalidade  | Tempo     | Local     | Data                 |
| --------------------- | ---------------------------------------------------------------------- | -------------- | --------- | --------- | -------------------- |
| Recorde mundial       | Nesta Carter Andrew Valmon Quincy Watts Butch Reynolds Michael Johnson | Estados Unidos | 2m 54s 29 | Estugarda | 22 de agosto de 1993 |
| Recorde do campeonato | Jared Momanyi Alphas Kishoyian Aron Koech Emmanuel Korir               | Quênia         | 3m 00s 92 | Asaba     | 5 de agosto de 2018  |
| Recorde africano      | Isaac Makwala Baboloki Thebe Zibane Ngozi Bayapo Ndori                 | Botswana       | 2m 57s 27 | Tóquio    | 7 de agosto de 2021  |

## Medalhistas
| Ouro                                                                               | Prata                                                                                       | Bronze                                                                          |
| Botswana · Omphile Seribe · Collen Kebinatshipi · Boitumelo Masilo · Leungo Scotch | Quênia · Kevin Kipkorir · Kelvin Sane Tauta · David Sanayek Kapirante · Brian Onyari Tinega | Zimbabwe · Kennedy Luchembe · Patrick Nyambe · David Mulenga · Muzala Samukonga |

## Cronograma
Todos os horários são locais (UTC+1).
| Data        | Hora  | Evento |
| ----------- | ----- | ------ |
| 26 de junho | 18:50 | Final  |

## Resultado final
A final ocorreu dia 26 de junho às 18:50 
| Posição           | Raia | Nacionalidade | Atletas                                                                          | Tempo   | Notas |
| ----------------- | ---- | ------------- | -------------------------------------------------------------------------------- | ------- | ----- |
| Medalha de ouro   | 5    | Botswana      | Omphile Seribe, Collen Kebinatshipi, Boitumelo Masilo, Leungo Scotch             | 3:02.23 |       |
| Medalha de prata  | 7    | Quênia        | Kevin Kipkorir, Kelvin Sane Tauta, David Sanayek Kapirante, Brian Onyari Tinega  | 3:02.34 |       |
| Medalha de bronze | 2    | Zimbabwe      | Kennedy Luchembe, Patrick Nyambe, David Mulenga, Muzala Samukonga                | 3:02.56 |       |
| 4                 | 8    | Nigéria       | Emmanuel Ifeanyi Ojeli, Dubem Amene, Sikiru Adeyemi, Chidi Okezie                | 3:02.93 |       |
| 5                 | 3    | Senegal       | El Hadji Malick Soumare, Abdou Lakhat Ndiaye, Frederick Mendy, Abdou Aziz Ndiaye | 3:08.14 |       |
| 6                 | 1    | Namíbia       | Alexander Bock, Elton Hoeseb, Ivan Geldenhuys, Elvis Gaseb                       | 3:08.69 |       |
| 7                 | 4    | Etiópia       | Melkamu Assefa, Yohannes Getaneh, Yohannes Tefera, Abera Alemu                   | 3:16.32 |       |
| 8                 | 6    | Camarões      | Evouna Kong, Abdras Nkembe, Martial Prime Etoa, Evariste Nana Kuate              | 3:16.45 |       |

Legenda
| Recorde mundial       | Recorde mundial (World record)               |                       | Recorde africano                      | Recorde africano (African) |                                           | Q | Classificado por posição (Qualified) |
| Recorde do campeonato | Recorde do campeonato (Championship record)  | Recorde da América    | Recorde da América (Americas)         | q                          | Classificado por melhor tempo (Qualified) |   |                                      |
| Melhor marca do ano   | Melhor marca do ano (World leading)          | Recorde asiático      | Recorde asiático (Asian)              | DNS                        | Não largou (Did not start)                |   |                                      |
| Recorde nacional      | Recorde nacional (National record)           | Recorde europeu       | Recorde europeu (European)            | DNF                        | Não terminou (Did not finish)             |   |                                      |
| Recorde pessoal       | Recorde pessoal do atleta (Personal best)    | Recorde da Oceania    | Recorde da Oceania (Oceania)          | DSQ / DQ                   | Desclassificado (Disqualified)            |   |                                      |
| Recorde da temporada  | Recorde da temporada do atleta (Season best) | Recorde sul-americano | Recorde sul-americano (South America) | NM                         | Sem marca (No mark)                       |   |                                      |